# Jonathan Mason
Pour les articles homonymes, voir Mason.
Jonathan Mason, né le 12 septembre 1756 à Boston où il est mort le 1er novembre 1831, est un homme politique américain, membre du parti fédéraliste.

## Biographie
Il étudie à la Boston Latin School puis au Collège du New-Jersey dont il est diplômé en 1774. Il est admis au barreau en 1779.
Il est élu à la Chambre des représentants du Massachusetts en 1786 et le sera jusqu'en 1796. En 1797-1798, il sert au Massachusetts Governor's Council (en) puis entre au Sénat du Massachusetts (1799-1800). Après la démission de Benjamin Goodhue (en), il est élu au Sénat des États-Unis le 14 novembre 1800. Il le sera jusqu'au 4 mars 1803. Il reprend ensuite sa pratique du droit et est de nouveau élu au Sénat du Massachusetts en 1803-1804 et à la Massachusetts House de 1805 à 1808.
Son portrait est peint par Gilbert Stuart en 1805.
Il sert de nouveau au Congrès mais cette fois-ci à la Chambre des représentants des États-Unis du 1er décembre 1817 au 15 mai 1820, après quoi il a démissionné pour poursuivre sa pratique du droit. Il est mort à Boston, à l'âge de 75 ans. Il est enterré au cimetière de Mount Auburn à Cambridge (Massachusetts).